# École Yunmen
L'école Yunmen (chinois simplifié : 云门宗 ; chinois traditionnel : 雲門宗 ; pinyin : yúnmén zōng) est une école chinoise du bouddhisme chan (mahayana), fondé par Yunmen Wenyan au IXe siècle. Elle porte le nom de son fondateur, lui-même nommé par le monastère de Yunmen, situé sur la montagne Yunmen (云门山) à Shaozhou (zh) (chinois : 韶州), où il était resté quelques années.